# Prince Tagoe
Prince Tagoe (ur. 9 listopada 1986 w Akrze) – ghański piłkarz grający na pozycji napastnika.

## Kariera klubowa
Karierę piłkarską Tagoe rozpoczął w australijskim klubie S.C. Adelaide. Następnie trenował w takich zespołach jak Field Masters FC, Pro Consult Sports Academy Trainee i FC Maamobi. W 2005 roku przeszedł do Accra Hearts of Oak SC i w jego barwach zadebiutował w ghańskiej Premier League. Z Hearts of Oak zdobył w tamtym roku mistrzostwo Ghany.
W 2006 roku Tagoe trafił do Arabii Saudyjskiej i został piłkarzem klubu Ittihad FC. Tam grał do końca sezonu 2005/2006 i następnie został piłkarzem Al-Shabab Dubaj ze Zjednoczonych Emiratów Arabskich. Z 16 golami był jednym z najskuteczniejszych graczy tamtejszej ligi. W 2007 roku wrócił do Arabii Saudyjskiej i przez dwa sezony był piłkarzem Al-Ittifaq z miasta Ad-Dammam.
W czerwcu 2009 roku Tagoe został zawodnikiem niemieckiego TSG 1899 Hoffenheim, do którego trafił na zasadzie wolnego transferu. 31 stycznia 2011 został wypożyczony do końca sezonu do Partizanu. Latem 2011 odszedł do Bursasporu. W 2013 roku był wypożyczony do Al-Ittifaq, a następnie odszedł do Club Africain Tunis.
| Sezon   | Klub                | Kraj                         | Rozgrywki      | Mecze | Bramki |
| ------- | ------------------- | ---------------------------- | -------------- | ----- | ------ |
| 2005    | Hearts of Oak       | Ghana                        | Premier League | ?     | 18     |
| 2005/06 | Al-Ittihad          | Arabia Saudyjska             | I liga         | ?     | 8      |
| 2006/07 | Al-Shabab           | Zjednoczone Emiraty Arabskie | I liga         | 16    | 10     |
| 2007/08 | Al-Ittifaq          | Arabia Saudyjska             | I liga         | ?     | 10     |
| 2008/09 | Al-Ittifaq          | Arabia Saudyjska             | I liga         | ?     | 4      |
| 2009/10 | TSG 1899 Hoffenheim | Niemcy                       | Bundesliga     | 12    | 2      |
| 2010/11 | TSG 1899 Hoffenheim | Niemcy                       | Bundesliga     | 6     | 0      |
| 2010/11 | FK Partizan         | Serbia                       | Superliga      | 15    | 9      |
| 2011/12 | TSG 1899 Hoffenheim | Niemcy                       | Bundesliga     | 2     | 0      |
| 2011/12 | Bursaspor           | Turcja                       | Süper Lig      | 11    | 1      |
| 2012/13 | Al-Ittifaq          | Arabia Saudyjska             | I liga         | 8     | 1      |
| 2013/14 | Club Africain Tunis | Tunezja                      | CLP 1          | 0     | 0      |
| 2014    | Kelantan FA         | Malezja                      | Super League   | 3     | 0      |
| 2014/15 | Hapoel Bnei Lod     | Izrael                       | Liga Leumit    | 1     | 0      |

## Kariera reprezentacyjna
W reprezentacji Ghany Tagoe zadebiutował w 2006 roku. W tym samym roku został powołany do kadry na Puchar Narodów Afryki 2006. Tam wystąpił w jednym spotkaniu, przegranym 1:2 z Zimbabwe. W eliminacjach do Mistrzostw Świata w RPA był podstawowym zawodnikiem drużyny narodowej.